# Port lotniczy Al-Mafrak
Port lotniczy Al-Mafrak im. Króla Husajna – port lotniczy położony w mieście Al-Mafrak. Jest szóstym co do wielkości portem lotniczym w Jordanii. Używany jest przez armię jordańską.